# كريستال تولز
كريستال تولز (بالإنجليزية: Crystal Tools) هو محرك تم تطويره من قبل شركة سكوير إنكس كان اسمه في البداية "White Engine" لكن تم تغييره . كان الهدف من تطويره هو رغبة الشركة في إنشاء محرك داخلي لاستخدامه مع منصات الجيل السابع.

## المزايا
- معالجة متقدمة للصوت .
- حسابات الفيزياء في الوقت الحقيقي .
- تقديم مؤثرات خاصة بجودة السينما .
- انتقال سلس من المشاهد إلى اللعب .

## ألعاب تستخدمه
- فاينل فانتسي 13
- فاينل فانتسي XIV
- فاينل فانتسي فرسز XIII